# سيلين غارسيا
سيلين غارسيا (بالفرنسية: Céline Garcia)‏ هي مجدف فرنسية، ولدت في 6 يناير 1976 في دول (فرنسا) في فرنسا.

## وصلات خارجية
- سيلين غارسيا على موقع الاتحاد الدولي للتجديف (الإنجليزية)
- سيلين غارسيا على موقع الاتحاد الدولي للتجديف (الإنجليزية)
- سيلين غارسيا على موقع الاتحاد الدولي للتجديف (الإنجليزية)
- سيلين غارسيا على موقع اللجنة الأولمبية الدولية (الإنجليزية)
- سيلين غارسيا على موقع أوليمبيديا (الإنجليزية)